# ФК „Габала“
ФК „Габала̀“ (на азербайджански: Qəbələ Futbol Klubu, Габала Футбол Клубу, ) е азербайджански футболен клуб от едноименния град Габала.

## Срещи с български отбори

### „Лудогорец“
С „Лудогорец“ се е срещал един път в контролен мач. Срещата е на 22 юни 2017 г. в австрийския град Швац като резултатът е 2 – 0 за „Лудогорец“ .

## Успехи
- Премиер лига:
  -  Сребърен медалист (2): 2016/17, 2017/2018
  -  Бронзов медалист (3): 2013/14, 2014/15, 2015/16
- Купа на Азербайджан:
  -  Носител (2): 2018/19, 2022/23
    -  Финалист (3): 2013/14, 2016/17, 2017/2018

### Български футболисти
- Величко Величков: 2010 - (4 мача - 0 гола)